# Tina Nedergaard
Tina Nedergaard (* 28. März 1969 in Aarhus) ist eine dänische Politikerin der konservativ-liberalen Partei Venstre. Von Februar 2010 bis März 2011 war sie die Bildungsministerin ihres Landes.

## Ausbildung und Beruf
Nedergaard studierte Politikwissenschaft an der Universität Aarhus und schloss ihr Studium im Jahr 1997 ab. Zwischen 1997 und 1998 war sie Programmdirektorin bei IUC-Europe, einer Bildungsorganisation. Anschließend arbeitete sie bis 2002 als Beraterin in der dänischen Arbeitgebervereinigung.

## Politischer Werdegang
Nedergaard war von November 2001 bis Juni 2015 Mitglied im dänischen Parlament, dem Folketing. Dabei vertrat sie den Wahlkreis Nordjylland. Sie diente zwischen 2001 und 2005 als Sprecherin für IT und Telekommunikation, danach bis 2009 als Sprecherin für Ernährung und Verbraucher und bis 2010 als Sprecherin für Finanzen. Am 23. Februar 2010 wurde sie zur Bildungsministerin ernannt. Sie trat am 8. März 2011 aus persönlichen Gründen davon zurück. Danach kehrte sie ins Folketing zurück, wo sie bis 2012 Sprecherin für Forschung, Wissenschaft und höhere Bildung war. Von 2014 bis 2015 wurde sie als Sprecherin für Familienpolitik eingesetzt.